# Pygopleurus akbesianus
Pygopleurus akbesianus es una especie de coleóptero de la familia Glaphyridae.

## Distribución geográfica
Habita en Siria y Turquía.